# Raeder Motorsport
Raeder Motorsport ist ein deutsches Motorsportteam, das 2001 von Martin und Nicolas Raeder gegründet wurde. Es spezialisiert sich auf Aufbau, Entwicklung und Einsatz von Fahrzeugen für verschiedene Rennserien. Das Team bestreitet selbst Rennen in der BFGoodrich Langstreckenmeisterschaft sowie das 24-Stunden-Rennen am Nürburgring.

## Geschichte
Im Gründungsjahr 2001 setzte Raeder Motorsport einen Honda Accord Type R in der Langstreckenmeisterschaft ein. Der Höhepunkt der Saison war die Teilnahme am 24-Stunden-Rennen. Dort lag der von Elmar Deegener, Jonathan Price, Martin Putsch und Nicki Raeder pilotierte Honda zeitweise unter den Top 20 und auf dem ersten Platz in seiner Klasse, bis ihn ein Defekt kurz vor Schluss auf Platz 28 zurückwarf und den Klassensieg verhinderte.
2002 wurde auf einen Mitsubishi Lancer Evo VII aufgerüstet. Mit dem allradangetriebenen Fahrzeug gelangen in der Langstreckenmeisterschaft nun regelmäßig Platzierungen unter den ersten 20. Mit derselben Fahrerbesetzung wie schon im Vorjahr trat das Team beim 24-Stunden-Rennen an, bei dem Gesamtplatz 20 sowie Platz drei in der Klassenwertung erreicht wurde.
2003 stieg das Team auf einen Porsche 996 GT3 RS um. Zu Saisonbeginn konnten Jonathan Price und Frank Stippler bei beiden Einsätzen Rennsiege in der Langstreckenmeisterschaft feiern. Beim 24-Stunden-Rennen lagen Phil Bennett, Markus Grossmann, Jonathan Price und Vincent Vosse mit dem Fahrzeug in den späten Abendstunden auf Platz vier, bis sie durch zunehmende Kupplungsprobleme und einen Reifenschaden weit zurückgeworfen wurden.
Neben dem Porsche wurde ab 2004 auch ein Jaguar aus der V8-Star-Serie eingesetzt. Die Fahrzeugflotte wurde durch einen weiteren Mitsubishi Lancer Evo VII komplettiert. Mit dem V8-Star-Jaguar gewannen Hermann Tilke, Ullrich Galladé und Dirk Adorf zwei Läufe der Langstreckenmeisterschaft. Der Jaguar führte auch beim 24-Stunden-Rennen nach dem Start kurzzeitig das Feld an, fiel aber in der Nacht wegen eines Unfalls aus. Bestplatziertes Fahrzeug war der Porsche, mit dem Thomas Jäger, Frank Schmickler und Jonathan Price trotz eines Bruchs der Radaufhängung am Nachmittag auf Gesamtplatz sechs fuhren.
2005 gelang in der Langstreckenmeisterschaft kein Sieg mehr. Beim 24-Stunden-Rennen lagen Hermann Tilke, Dirk Adorf und Patrick Simon im V8-Star-Jaguar in der Anfangsphase auf den vorderen Positionen, doch schon nach kurzer Zeit musste das Rennen wegen eines Getriebeschadens aufgegeben werden. Auch der Mitsubishi, der von Startplatz 18 ins Rennen ging, sah nicht die Zielflagge.

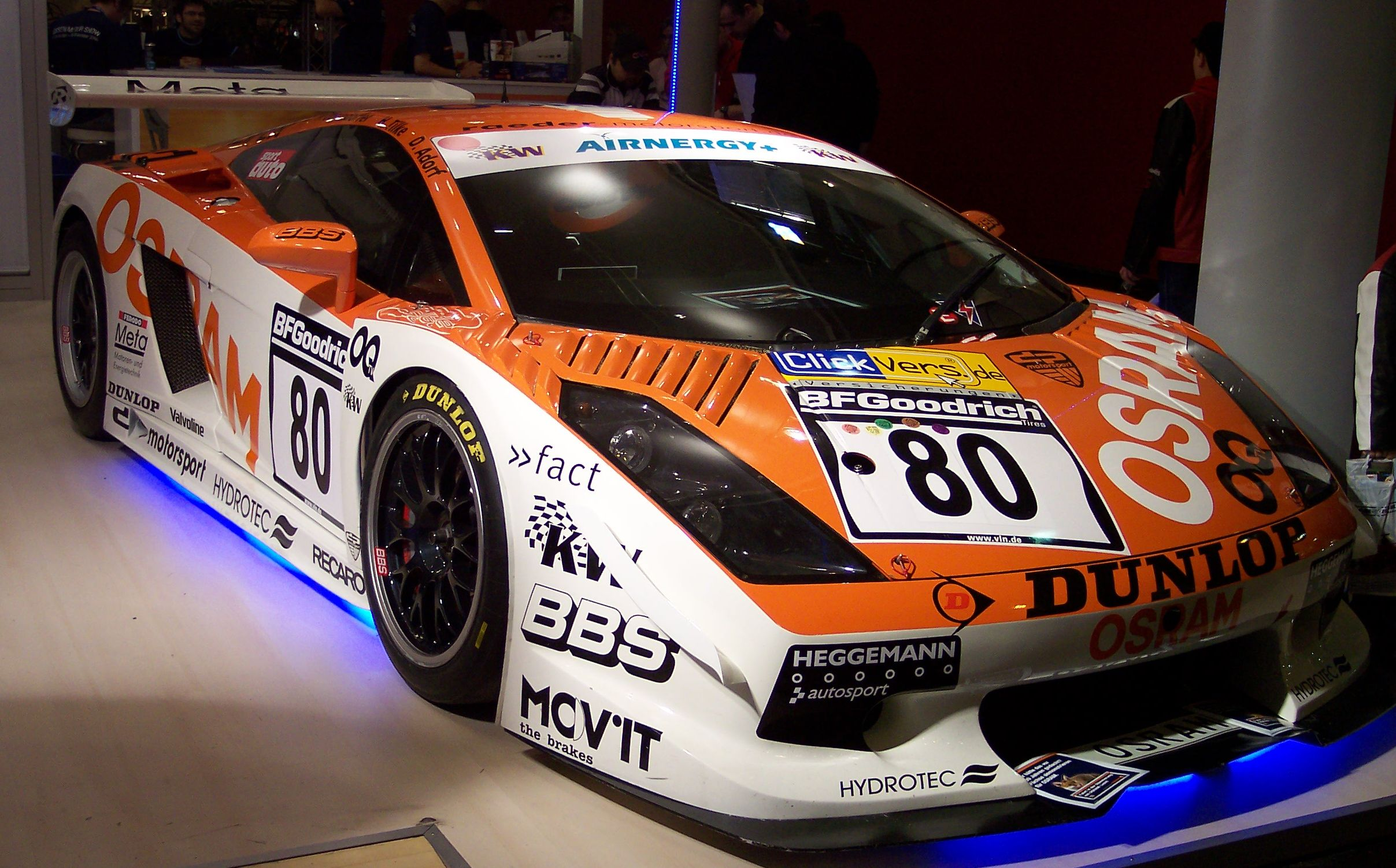
Gallardo von Raeder Motorsport

Im November 2005 wurde mit dem Aufbau eines Lamborghini Gallardo begonnen. Das Fahrzeug hatte seinen ersten Renneinsatz 2006 beim 24-Stunden-Rennen, der von Startplatz acht ins Rennen ging. Der von Hermann Tilke, Dirk Adorf, Peter Oberndorfer und Markus Grossmann pilotierte Lamborghini musste bereits nach der Einführungsrunde wegen Problemen mit der Lichtmaschine die Box ansteuern. Zwei Stunden später wurde der Wagen wegen einer ausgerissenen Motoraufhängung endgültig abgestellt. Der weiterhin eingesetzte Mitsubishi Lancer fiel aufgrund eines Defekts an der Benzinpumpe zurück und beendete den Lauf auf Platz 26. In der Langstreckenmeisterschaft erzielte der Lamborghini später als bestes Ergebnis einen vierten Platz, während der Mitsubishi zwei Platzierungen unter den ersten Zehn einfuhr. Der V8-Star-Jaguar wurde aus Kapazitätsgründen vor der Saison 2006 verkauft.
2007 hatte der Lamborghini Gallardo nun seinen zweiten Einsatz beim 24-Stunden-Rennen. Tilke, Adorf, Oberndorfer und Grossmann gingen mit dem Wagen von Platz acht ins Rennen und fuhren zwischenzeitlich bis auf den vierten Platz vor. Allerdings wurde bei einem Überrundungsunfall eine Ölleitung zerstört und der Lamborghini weit zurückgeworfen. Zwar nahm er das Rennen wieder auf, doch fiel er nach 41 Rennrunden wegen eines Folgeschadens am Motor aus. Da auch der Mitsubishi ausfiel, erreichte kein Fahrzeug von Raeder Motorsport das Ziel. In der Langstreckenmeisterschaft erreichte der Mitsubishi Lancer hingegen bereits beim ersten Rennen Platz zehn. Der Lamborghini Gallardo erzielte nach dem 24-Stunden-Rennen zunächst einen vierten Platz und erreichte drei Rennen später mit Platz drei erstmals eine Podiumsplatzierung.
Bei den 24 Stunden am Nürburgring gingen Hermann Tilke, Dirk Adorf, Marc Hennerici und Ralf Schall 2008 mit dem Lamborghini von Startplatz sechs ins Rennen. Allerdings wurde der Wagen durch mehrere unplanmäßige Boxenstopps immer weiter zurückgeworfen und lag gegen Rennende nur auf Platz 106. Dennoch bedeutete dies die erste Zielankunft des Fahrzeugs bei dem Langstreckenrennen. Als zweites Fahrzeug wurde ein Audi A3 eingesetzt, welcher den bislang eingesetzten Mitsubishi Lancer ersetzte. Auch der Audi sah die Zielflagge, durch Defekte eingebremst allerdings nur auf Platz 61. In der Langstreckenmeisterschaft erreichte der Lamborghini lediglich bei zwei der neun Meisterschaftsläufen das Ziel, konnte aber die beiden Rennen unter den ersten Zehn beenden.

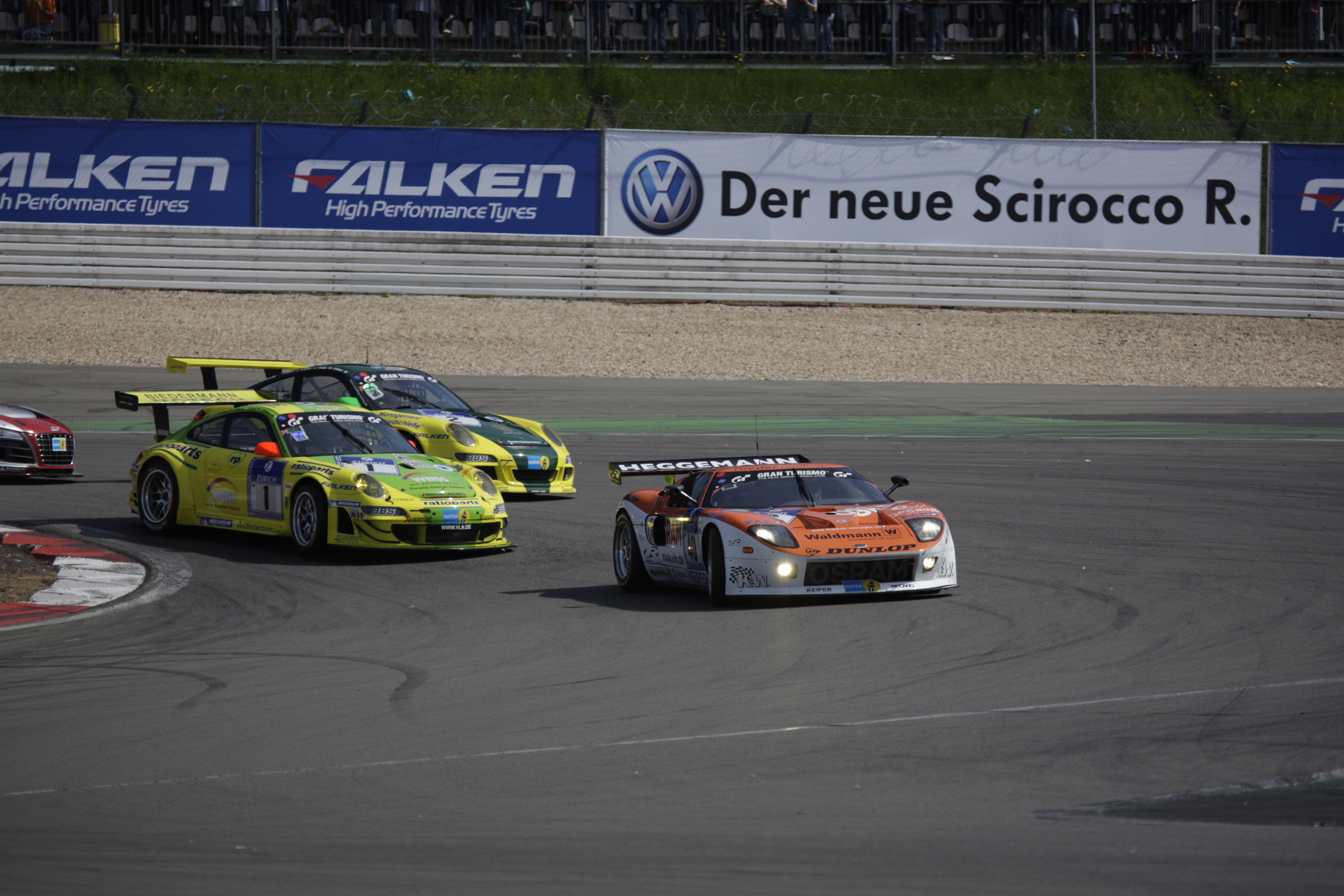
Der Ford GT führt das Feld beim 24h-Rennen in die erste Kurve.

Die Saison 2009 begann für Raeder Motorsport mit einem schweren Rückschlag, als der Lamborghini gleich beim ersten Lauf der Langstreckenmeisterschaft abbrannte. Als Ersatzfahrzeug für das 24-Stunden-Rennen wurde kurzfristig ein Ford GT angeschafft, den Matech Racing zuvor in der FIA GT3-Europameisterschaft einsetzte. Überraschend qualifizierte Dirk Adorf den Ford GT gegen die von Automobilherstellern unterstützten Teams mit Audi, BMW und Porsche auf der Pole-Position. Adorf, der als Startfahrer von Raeder das Rennen eröffnen durfte, behauptete seine Führung auch am Start. Danach verteidigte er mehrere Runden seine Position gegen seinen Verfolger Marc Lieb im Porsche von Manthey Racing. Bei einem Überrundungsmanöver kollidierte er allerdings mit einem langsameren Fahrzeug und musste unplanmäßig die Box ansteuern. Kurze Zeit später konnte die Fahrt mit Rückstand fortgesetzt werden. Dirk Adorf, Hermann Tilke, Marc Hennerici und Thomas Mutsch hielten den Ford GT anschließend bis zum Morgen unter den ersten Zehn. Ein Defekt an der Ölpumpe beendete den Einsatz vorzeitig. Der Audi A3, das zweite Raeder-Fahrzeug, übernahm die Führung der zweiten Startgruppe und beendete das Rennen auf dem 19. Gesamtrang sowie auf dem zweiten Platz in der Klasse SP3-T. In der Langstreckenmeisterschaft fuhr der Ford GT bei zwei Rennen unter die ersten Zehn. Elmar Deegener, Jürgen Wohlfarth und Christoph Breuer im Audi A3 konnten am Jahresende die Meisterschaft mit sechs Klassensiegen und zwei weiteren Podiumsplatzierungen auf dem neunten Rang des Gesamtklassements beenden.
2010 entwickelte das Team den Audi TT-RS in Kooperation mit der Audi Quattro GmbH. Erste Werkseinsätze fanden im Rahmen der VLN-Langstreckenmeisterschaft statt und das Fahrzeug erwies sich als äußerst schnell.
Ab 2013 fuhr Raeder Motorsport in der Langstreckenmeisterschaft mit dem Audi TT RS 2.0, einer Chassis vom 2.5 Liter Fünfzylinder-Turbomotor und dem Motor vom TT S mit vier Zylindern, zwei Litern Hubraum und Turbolader. Das Team startete weiterhin in der Klasse SP3T und konnte im Gesamtklassement zum Ende der Saison bis auf den dritten Platz hinter Manthey Racing mit dem Wochenspiegel Porsche GT3 RSR und dem Renault Clio III RS Cup von Groneck Motorsport. Passend zum Erfolg wurde Ende des Jahres die gerüchteumwobene Fusion der Firmen Manthey Racing und Raeder Motorsport endgültig ab 2014 bekannt gegeben. Neben den ganzen Rennsporteinsätzen in der VLN führt Raeder Motorsport eine eigene Abteilung zum Aufbau vom Kundenfahrzeugen für die Straße und Rennstrecke, bis hin zu Komplettumbauten an Fahrwerk, Motor, Bremse und weiteren Aspekten. Die hauseigene Rennsportabteilung betreut bei VLN-Einsätzen und Trackdays überall auf der Welt außerdem diverse Kunden.